# Киселёва, Анна Николаевна
А́нна Никола́евна Киселёва (19 декабря 1906, дер. Нижняя Ведуга, Воронежская губерния, Российская империя — 17 ноября 1973, г. Усмань, Липецкая область, СССР) — советская детская писательница, педагог. Заслуженный учитель РСФСР (1947), член Союза писателей СССР (1958). Дважды избиралась депутатом Верховного совета РСФСР.

## Биография
Анна Николаевна Киселёва родилась 19 декабря 1906 года в деревне Нижняя Ведуга, Воронежской губернии в крестьянской семье. В 1910 году её семья переезжает сначала в Казахстан, а после — на Алтай, где поселяется недалеко от Барнаула в деревне Краюшкино.
В начале 1920-х годов Киселёву от комсомольской организации направляют на курсы «красных учителей». В 1928 году она окончила Барнаульский педагогический техникум, в 1939 году — педагогический институт.
Анна Николаевна много лет проработала в сельских школах Алтайского края. В 1947 году ей было присвоено почётное звание «Заслуженный учитель РСФСР», а в 1949 году она была награждена орденом «Знак Почёта».
В 1941 году впервые избирается депутатом Верховного совета РСФСР, в 1951 году — второй раз.
Оставив педагогическую работу на Алтае, Анна Николаевна Киселёва с семьёй переезжает в село Нижнедевицк Воронежской области, затем — в город Кисловодск Ставропольского края. С 1961 года жила в городе Усмани Липецкой области.
В 1958 году Анна Николаевна стала членом Союза писателей СССР.
Умерла писательница 17 ноября 1973 года в Усмани. Похоронена на Покровском кладбище.

## Литературная деятельность
Литературную деятельность Анна Николаевна начала в 1939 году, когда в Новосибирске была издана первая её книга — повесть «Алтайские робинзоны». В 1957 году за автобиографическую драму «Из тьмы» она получила главную премию за победу в конкурсе, посвящённом 40-летию Советской власти.
Анна Николаевна Киселёва — автор нескольких повестей и книг для детей и юношества, среди которых «За честь класса», «Дневник Люды Кубанцевой», «За правду».
Неоднократно публиковалась в газете «Новая жизнь».

## Увековечивание памяти
7 июня 1998 года в дни празднования 353-летия города Усмани по инициативе администрации района на доме по Комсомольской улице, в котором жила Киселёва, установлена мемориальная доска с надписью: «В этом доме жила детская писательница Киселева Анна Николаевна (1906—1973)».

## Награды
- Заслуженный учитель РСФСР (1947);
- Орден «Знак Почёта» (1949).

## Произведения
- Повесть «Алтайские робинзоны» (1939);
- Повесть «За честь класса» (1955);
- «Дневник Люды Кубанцевой» (1963);
- Повесть «Самое дорогое» (1965);
- «Варькино детство» (1973);
- «Тайна черных гор» (1974);
- Повесть «За правду» (1986).